# Wolmirstedt
Wolmirstedt är en tysk stad i distriktet Börde i förbundslandet Sachsen-Anhalt.
Staden ligger cirka 15 km norr om Magdeburg och har anslut till Magdeburgs pendeltåg. Den ligger vid floden Ohre som mynnar öster om staden i Elbe. 1009 nämns borgen som ligger i staden för första gången i en urkund som undertecknades av Thietmar av Merseburg. Borgen omvandlades under Medeltiden till ett slott och samhället skyddades med en ringmur. 1590 fick orten stadsrättigheter. Under trettioåriga kriget blev staden nästan tillintetgjord. 1646 fanns bara 24 oskadade byggnader kvar. Wolmirstedt återhämtade sig långsamt.
I ortens närhet fanns tidigare ett nunnekloster som hade Katarina av Alexandria som skyddshelgon. Därför visas Katarina i stadens vapensköld.